# NGC 43
NGC 43 là một thiên hà dạng thấu kính trong chòm sao Tiên Nữ. Nó có đường kính khoảng 27 kiloparsec (88.000 năm ánh sáng) và được John Herschel phát hiện vào năm 1827.